# Jacareacanga
Jacareacanga is een gemeente in de Braziliaanse deelstaat Pará. De gemeente telt 41.487 inwoners (schatting 2015).

## Aangrenzende gemeenten
De gemeente grenst aan Itaituba, Novo Progresso, Maués (AM) en Apiacás (MT). 